# Soran (Fürstentum)

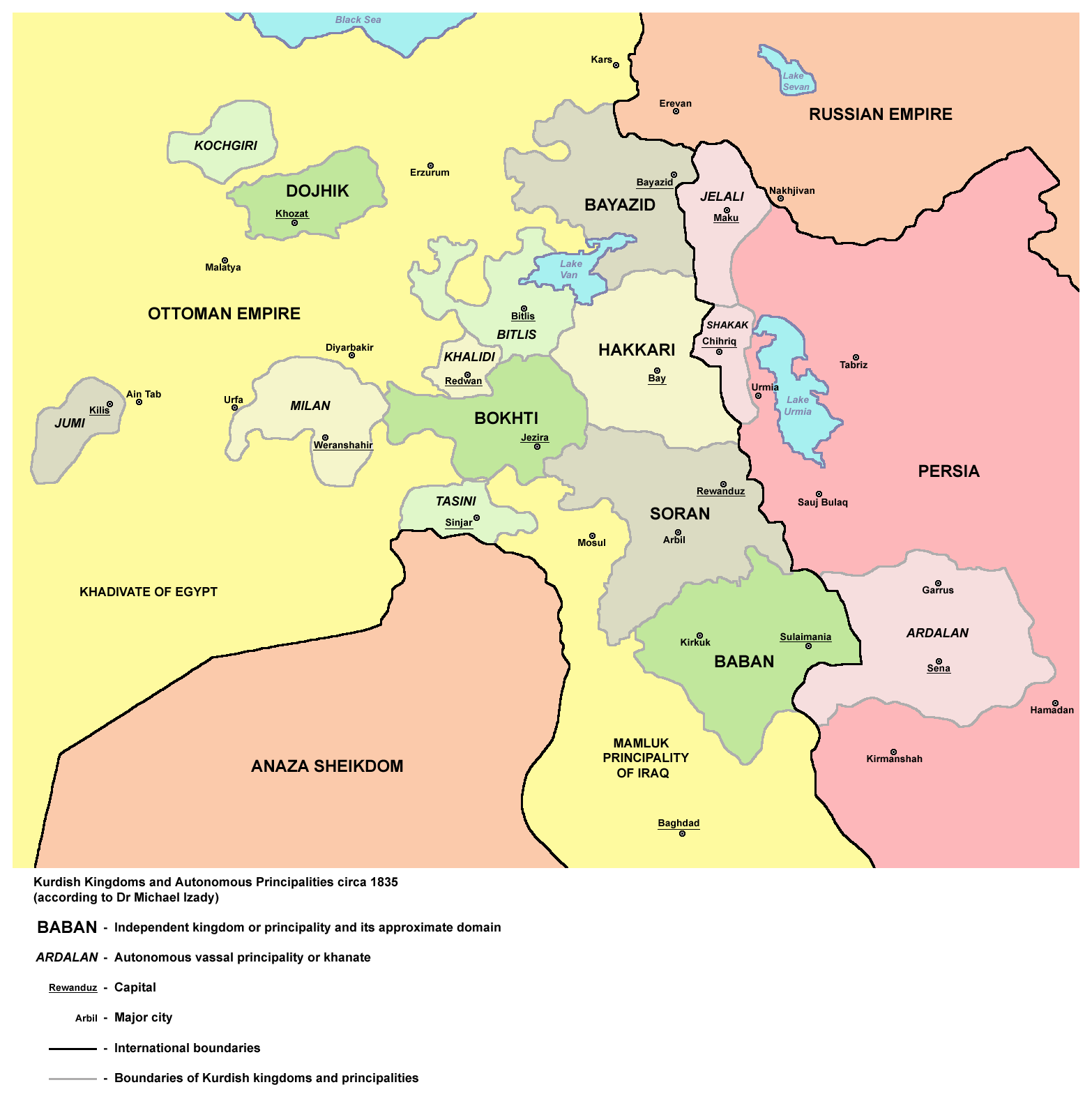
Kurdische Fürstentümer Mitte des 19. Jahrhunderts nach Mehrdad Izady

Soran war ein kurdisches Emirat, das hauptsächlich das Siedlungsgebiet der Kurden im heutigen Nordirak umfasste und für mehr als sechs Jahrhunderte existierte, bis es nach einer fünfjährigen Unabhängigkeit vom osmanischen Reich 1835 eingenommen wurde.

## Geschichte
Die Scherefname von Şerefhan berichtet, dass der Gründer des späteren Fürstentums der arabische Abbaside Kelos aus Bagdad war. Allerdings war es damals in der islamischen Welt üblich, den Ursprung einer Herrscher-Dynastie auf eine wichtige arabisch-muslimische Familie zurückzuführen, um an Prestige und Legitimation zu gewinnen. Isa, einer seiner vielen Söhne, wurde sein Nachfolger. Er eroberte die Festung von Rawanduz. Şerefhan berichtet, dass das Wort Soran von den roten Steinen der Festung in Rawanduz kommt, da Sor auf Deutsch Rot bedeutet und somit Soran die Roten bedeute.
Das Gebiet der Soran grenzte im Süden an das kurdische Fürstentum der Baban, im Osten an Persien, im Westen und Norden an das Fürstentum Badinan und an Erbil. Es hatte oftmals Konflikte mit den Nachbarfürstentümern. Die meiste Zeit war Rawanduz Hauptstadt des Emirats. Vor seiner Unabhängigkeitserklärung war es ein autonomes Emirat im Vilâyet Schahrazor.
Am Anfang des 19. Jahrhunderts umfasste das Fürstentum die Orte Havdiyan, Schatan, Dolamani, Seydakan, Pirasani, Hakurk, Babischitiyan, Rawanduz, Akoyan und Balakan. Grob formuliert bestand das Fürstentum aus dem Gebiet zwischen Großem und Kleinem Zab.

## Zerfall

Flagge des Fürstentums unter Mir Mohammad

Anfang des 19. Jahrhunderts bewertete der Herrscher Mîr Mohammed, auch kurz Mîre Kor (Der blinde Fürst), das Fürstentum als mächtig genug, um eine Expansion zu forcieren. Mir Mohammed verfügte über mehrere 10.000 Soldaten und Waffenschmieden, in denen er auch Kanonen produzieren ließ. Er war zudem für seinen kompromisslosen Charakter bekannt, u. a. aufgrund der Tatsache, dass er die mit ihm konkurrierenden Thronanwärter allesamt ermorden ließ. Er expandierte zuerst in Richtung Norden, eroberte Badinan und marschierte weiter nach Botan (dem heutigen Şırnak). 1830 erklärte er die Unabhängigkeit des Fürstentums vom Osmanischen Reich und ließ als Zeichen der Unabhängigkeit u. a. Münzen prägen. Zu Beginn erkannte der Beylerbey der Osmanen in Bagdad die Unabhängigkeit an. Doch als ihm klar wurde, dass Mir Mohammed immer weiter expandieren wollte, gingen die Osmanen in die Offensive und besiegten ihn militärisch. Mir Mohammed wurde nach Istanbul gerufen. Auf der Rückreise wurde er bei Trabzon von Unbekannten ermordet. Mit ihm endete das Fürstentum und wurde dem Beylerbey von Bagdad zugeschlagen.

## Verwendung des Namens Soran
Das Zentralkurdische, das allgemein als Sorani bekannt ist, wurde nach diesem Emirat benannt. Der heutige Distrikt Soran in der Provinz Erbil der Autonomen Region Kurdistan wurde ebenso danach benannt. Soran ist darüber hinaus noch der Name eines Stammes, der in Kirkuk lebt.